# Fusiturricula acra
Fusiturricula acra is een slakkensoort uit de familie van de Drilliidae. De wetenschappelijke naam van de soort is voor het eerst geldig gepubliceerd in 1970 door Woodring.